# Vă caută un taur
Vă caută un taur este un roman științifico-fantastic scris de autorul român Sergiu Fărcășan. A fost publicat prima dată în 1970 la Editura Albatros și a primit premiul Eurocon pentru cel mai bun roman SF românesc, la prima ediție din 1972 de la Trieste.

## Vezi și
- 1970 în științifico-fantastic
- Listă de romane românești științifico-fantastice